# سيلينة
السِّيلِينَةُ  أو الدَّبِقَة أو السيلين  أو الذُّنَابَةُ أو الحلوان أو العَلُوكُ أو اللصيق أو النَّمْنُومَةُ أو اللُّخنة أو السِّرَاجِيَّة (باللاتينية: Silene) جنس نباتي يتبع الفصيلة القرنفلية. تضم حوالي 300 نوع يوجد عدد كبير منها في مناطق الوطن العربي وحوض البحر الأبيض المتوسط.

## من أنواع السيلينةالواطنةفي الوطن العربي
1. السيلينة الإسكندرانية (باللاتينية: Silene alexandrina) في بلاد الشام ومصر وقبرص وكريت
2. سيلينة الإسماعيلية (باللاتينية: Silene ismailitica) في بلاد الشام ومصر
3. سيلينة الأطلس المتوسط (باللاتينية: Silene mesatlantica) في المغرب العربي
4. السيلينة إسويرتية الأوراق (باللاتينية: Silene swertiifolia) في بلاد الشام وتركيا
5. السيلينة الإيطالية (باللاتينية: Silene italica) في بلاد الشام وتركيا ومعظم أوروبا
6. السيلينة ألبانية (باللاتينية: Silene behen) في بلاد الشام ومصر والمغرب العربي وبعض مناطق جنوب أوروبا
7. السيلينة البرقاوية (باللاتينية: Silene cyrenaica) في المغرب العربي
8. السيلينة البورية (باللاتينية: Silene boryi) في المغرب العربي وإسبانيا والبرتغال
9. السيلينة ثلاثية الأسنان (باللاتينية: Silene tridentata) في بلاد الشام ومصر والمغرب العربي وإسبانيا
10. السيلينة ثنائية التفرع (باللاتينية: Silene dichotoma) في بلاد الشام والبلقان وشرق أوروبا وإيطاليا
11. السيلينة الجنبية (باللاتينية: Silene fruticosa) في مصر والمغرب العربي وقبرص واليونان
12. السيلينة حادة الأسنان (باللاتينية: Silene oxyodonta) في بلاد الشام
13. السيلينة الحسونية (باللاتينية: Silene hussonii) في بلاد الشام ووادي النيل
14. السيلينة الحمراء (باللاتينية: Silene rubella) في بلاد الشام ومصر والمغرب العربي وبعض مناطق جنوب أوروبا
15. السيلينة خضراء الأزهار (باللاتينية: Silene viridiflora) في بلاد الشام وجنوب أوروبا
16. السيلينة الخطية (باللاتينية: Silene linearis) في بلاد الشام وسيناء ومصر
17. السيلينة الدمشقية (باللاتينية: Silene damascena) في بلاد الشام
18. السيلينة الرمادية (باللاتينية: Silene grisea) في بلاد الشام
19. السيلينة الرملية (باللاتينية: Silene arenarioides) في المغرب العربي
20. السيلينة الرويترية (باللاتينية: Silene reuteriana) في بلاد الشام
21. سيلينة رينوارت (باللاتينية: Silene reinwardtii) في بلاد الشام
22. السيلينة الزغبية (باللاتينية: Silene villosa) في بلاد الشام ومصر والمغرب العربي
23. السيلينة الساحلية (باللاتينية: Silene littorea) في المغرب العربي وأيبيريا
24. السيلينة السعيدة (باللاتينية: Silene laeta) في المغرب العربي وغرب حوض المتوسط ودخيلة في بلاد الشام
25. السيلينة السمينة (باللاتينية: Silene crassipes) في بلاد الشام وتركيا
26. السيلينة سنية البتلات (باللاتينية: Silene odontopetala) في بلاد الشام ومصر وتركيا
27. السيلينة السينائية (باللاتينية: Silene oreosinaica) في مصر
28. السيلينة الشائعة (باللاتينية: Silene vulgaris) في بلاد الشام ومصر والمغرب العربي وتركيا وكل أوروبا
29. السيلينة شاحبة الأوراق (باللاتينية: Silene chlorifolia) في بلاد الشام وتركيا والبلقان
30. السيلينة الشارهة للحديد (باللاتينية: Silene siderophila) في بلاد الشام
31. السيلينة الشبكية (باللاتينية: Silene capitellata) في بلاد الشام وتركيا
32. السيلينة شعرية الأسنان (باللاتينية: Silene chaetodonta) في بلاد الشام وتركيا
33. سيلينة شلومبرجيه (باللاتينية: Silene schlumbergeri) في بلاد الشام
34. السيلينة صائدة الذباب (باللاتينية: Silene muscipula) في بلاد الشام والمغرب العربي وجنوب أوروبا
35. السيلينة صغيرة البتلات (باللاتينية: Silene micropetala) في المغرب العربي وأيبيريا
36. السيلينة الصفدية (باللاتينية: Silene sefidiana) في بلاد الشام
37. السيلينة ضيقة العناقيد (باللاتينية: Silene stenobotrys) في بلاد الشام وتركيا
38. السيلينة طويلة البتلات (باللاتينية: Silene longipetala) في المغرب العربي وأيبيريا
39. السيلينة عديمة البتلات (باللاتينية: Silene apetala) في بلاد الشام ومصر والمغرب العربي وتركيا وجنوب أوروبا
40. السيلينة العربية (باللاتينية: Silene arabica) في الجزيرة العربية وبلاد الشام
41. السيلينة عريضة الأوراق (باللاتينية: Silene latifolia) في بلاد الشام والمغرب العربي ومعظم مناطق أوروبا
42. السيلينة العشتاروتية (باللاتينية: Silene astartes) في بلاد الشام
43. السيلينة العصارية (باللاتينية: Silene succulenta) في بلاد الشام ومصر والمغرب العربي واليونان وكورسيكا وصقلية
44. السيلينة الغامقة (باللاتينية: Silene fuscata) في المشرق العربي والمغرب العربي وجنوب أوروبا
45. السيلينة الفراشية (باللاتينية: Silene papillosa) في بلاد الشام وقبرص وتركيا واليونان
46. السيلينة فرناسية الأوراق (باللاتينية: Silene pharnaceifolia) في بلاد الشام وتركيا
47. السيلينة الفرنسية (باللاتينية: Silene gallica) في بلاد الشام ومصر والمغرب العربي وتركيا ومعظم مناطق أوروبا
48. السيلينة الفلسطينية (باللاتينية: Silene palaestina) في بلاد الشام
49. السيلينة الفيفيانية (باللاتينية: Silene vivianii) في بلاد الشام ومصر والمغرب العربي
50. السيلينة القرنفلية (باللاتينية: Silene caryophylloides) في بلاد الشام وتركيا وأوكرانيا
51. السيلينة كبيرة الأسنان (باللاتينية: Silene macrodonta) في بلاد الشام وقبرص واليونان وتركيا
52. السيلينة الكريتية (باللاتينية: Silene cretica) في بلاد الشام واليونان وتركيا والبلقان وإيطاليا
53. سيلينة كوتشي (باللاتينية: Silene kotschyi) في بلاد الشام واليونان وتركيا
54. السيلينة الكورنثية (باللاتينية: Silene corinthiaca) في بلاد الشام واليونان وتركيا
55. السيلينة اللبنانية (باللاتينية: Silene libanotica) في بلاد الشام
56. السيلينة الليديانية (باللاتينية: Silene lydia) في بلاد الشام وتركيا والبلقان
57. السيلينة الليلية (باللاتينية: Silene nocturna) في بلاد الشام ومصر والمغرب العربي وتركيا وجنوب أوروبا
58. السيلينة المارشالية (باللاتينية: Silene marschallii) في بلاد الشام واليونان وتركيا وأرمينيا
59. السيلينة مجوفة الوردة (باللاتينية: Silene coelirosa) في المغرب العربي وغرب حوض المتوسط ودخيلة في بلاد الشام والبلقان
60. السيلينة المخروطانية (باللاتينية: Silene conoidea) في بلاد الشام ومصر والمغرب العربي وحوض المتوسط
61. السيلينة مخروطية الأزهار (باللاتينية: Silene coniflora) في بلاد الشام ومصر وتركيا
62. السيلينة المخططة (باللاتينية: Silene striata) في بلاد الشام
63. السيلينة مرصوصة الأزهار (باللاتينية: Silene confertiflora) في بلاد الشام وتركيا
64. السيلينة المرقطة (باللاتينية: Silene physalodes) في بلاد الشام
65. السيلينة المرمرية (باللاتينية: Silene marmarica) في المغرب العربي
66. السيلينة مستديرة الطرف (باللاتينية: Silene obtusifolia) في المغرب العربي وإسبانيا
67. السيلينة المسطحة (باللاتينية: Silene supina) في بلاد الشام وتركيا وشرق أوروبا
68. السيلينة المصرية (باللاتينية: Silene aegyptiaca) في بلاد الشام ومصر وقبرص وتركيا
69. السيلينة المضغوطة (باللاتينية: Silene compacta) في بلاد الشام وتركيا واليونان ومقدونيا وحوض البحر الأسود
70. السيلينة المعقدة (باللاتينية: Silene intricata) في بلاد الشام وتركيا
71. السيلينة المفصلية (باللاتينية: Silene articulata) في المغرب العربي
72. السيلينة المكملية (باللاتينية: Silene makmeliana) في بلاد الشام
73. السيلينة المكناسية (باللاتينية: Silene mekinensis) في المغرب العربي
74. السيلينة الملونة (باللاتينية: Silene colorata) في بلاد الشام ومصر والمغرب العربي وحوض المتوسط
75. السيلينة المهملة (باللاتينية: Silene neglecta) في المغرب العربي وجنوب أوروبا
76. السيلينة المورية (باللاتينية: Silene maurorum) في المغرب العربي
77. السيلينة الناعمة (باللاتينية: Silene sedoides) في بلاد الشام والمغرب العربي وتركيا وجنوب أوروبا
78. السيلينة النيسية (باللاتينية: Silene niceensis) في المغرب العربي وتركيا وجنوب أوروبا
79. السيلينة اليافاوية (باللاتينية: Silene telavivensis) في بلاد الشام
80. السيلينة ؟؟؟ (باللاتينية: Silene mentagensis) في المغرب العربي

## من أنواع السيلينة المتوسطية غير الموجودة في الوطن العربي
- السيلينة الأراراتية (باللاتينية: Silene araratica) في تركيا
- السيلينة الأناضولية (باللاتينية: Silene anatolica) في تركيا
- السيلينة القنفذية (باللاتينية: Silene echinata) في إيطاليا
- السيلينة الكتانية (باللاتينية: Silene linicola) في كرواتيا وإيطاليا وفرنسا
- السيلينة طويلة الأهداب (باللاتينية: Silene longicilia) في البرتغال
- السيلينة المرادية (باللاتينية: Silene muradica) في تركيا
- السيلينة المرفوعة (باللاتينية: Silene exaltata) في البلقان
- السيلينة المنجلية (باللاتينية: Silene falcata) في تركيا
- السيلينة الهامشية (باللاتينية: Silene marginata) في البلقان
- السيلينة المموجة (باللاتينية: Silene nutans) في معظم أنحاء أوروبا
- السيلينة المنتنة (باللاتينية: Silene foetida) في أيبيريا
- سيلينة يايلينسكي (باللاتينية: Silene jailensis) في شبه جزيرة القرم

## من أنواع السيلينة في الولايات المتحدة
- السيلينة البيضوية (باللاتينية: Silene ovata)
- السيلينة الفرجينية (باللاتينية: Silene virginica)
- السيلينة المفتوحة (باللاتينية: Silene aperta)